# Albarellos (Monterrey)
Albarellos (llamada oficialmente Santiago de Albarellos) es una parroquia y un lugar del municipio español de Monterrey, en la provincia de Orense, Galicia.

## Organización territorial
La parroquia está formada por una entidad de población:
- Albarellos

## Demografía
Gráfica demográfica del lugar y parroquia de Albarellos según el INE español:
| Gráfica de evolución demográfica de Albarellos entre 2000 y 2022 |
|                                                                  |
| Datos según el nomenclátor publicado por el INE.                 |